# شهرستان ایزمالکوفسکی
شهرستان ایزمالکوفسکی (به لاتین: Izmalkovsky District) یک شهرستان در روسیه است که در استان لیپتسک واقع شده‌است.